# Go, Butterflies, Go!
Go, Butterflies, Go! is een Nederlandse natuurdocumentaire van cineaste Josephine Hamming over de trektocht van de Vanessa Atalantavlinder. De film duurt 73 minuten en werd uitgebracht in 2007.
In 2010 werd een nieuwe release van de film uitgebracht met een ingekorte speelduur van 53 minuten. Deze kwam beschikbaar in de taalversies Nederlands/Engels en Frans/Spaans. De film werd vertoond bij verscheidene culturele instellingen in Nederland en was te zien op diverse internationale filmfestivals in het buitenland.

## Verhaal
De documentaire vertelt over de trektocht van de Vanessa Atalanta vlinder door Europa, van het noordelijke St. Petersburg naar het zuidelijke Casablanca en weer terug.

## Prijzen
De film werd bekroond met diverse internationale prijzen en nominaties.
Prijzen:
- MEFEST filmfestival, Surdulica, Servië, Grand Prix Gavrilo Azinovič, juli 2013
- Filmfestival Kroatië, Zagreb, award, juli 2013
- ART&TUR International Tourism Film Festival, Barcelos, Portugal, Ecology and Biodiversity, 2nd prize, oktober 2012
- 8th Japan Wildlife Film Festival, Toyama, Japan Chief of Jury Award / Revelation of Animal Behaviour, september 2007

Internationale nominaties: 
- Sunchild, Yerevan, Armenië, oktober 2011
- Ecoknight, Kuala Lumpur, Maleisië, oktober 2011
- To save and preserve, Khanty-Mansiysk, Rusland, juni 2011, categorie: Authors
- Eco /Toeristfilms, Jahorina Fest in Pale, Bosnië Herzegowina, november 2010
- Waga Brothers film festival, Tykocin, Polen, maart 2010
- Festival International du Film Environement, Parijs, 2008
- Ekotopfilm, Bratislava, Tsjechië, 2008
- Wildlife Vaasa Filmfestival, Vaasa, Zweden, 2008

Eervolle vermeldingen: 
- MEDIMED, Europees-Mediterrane Documentaire Beurs, 13e editie, Sitges, Barcelona, oktober 2012
- Green Wave 6th European Environment Festival, Sofia, Bulgarije, september 2011